# Jack Nasher

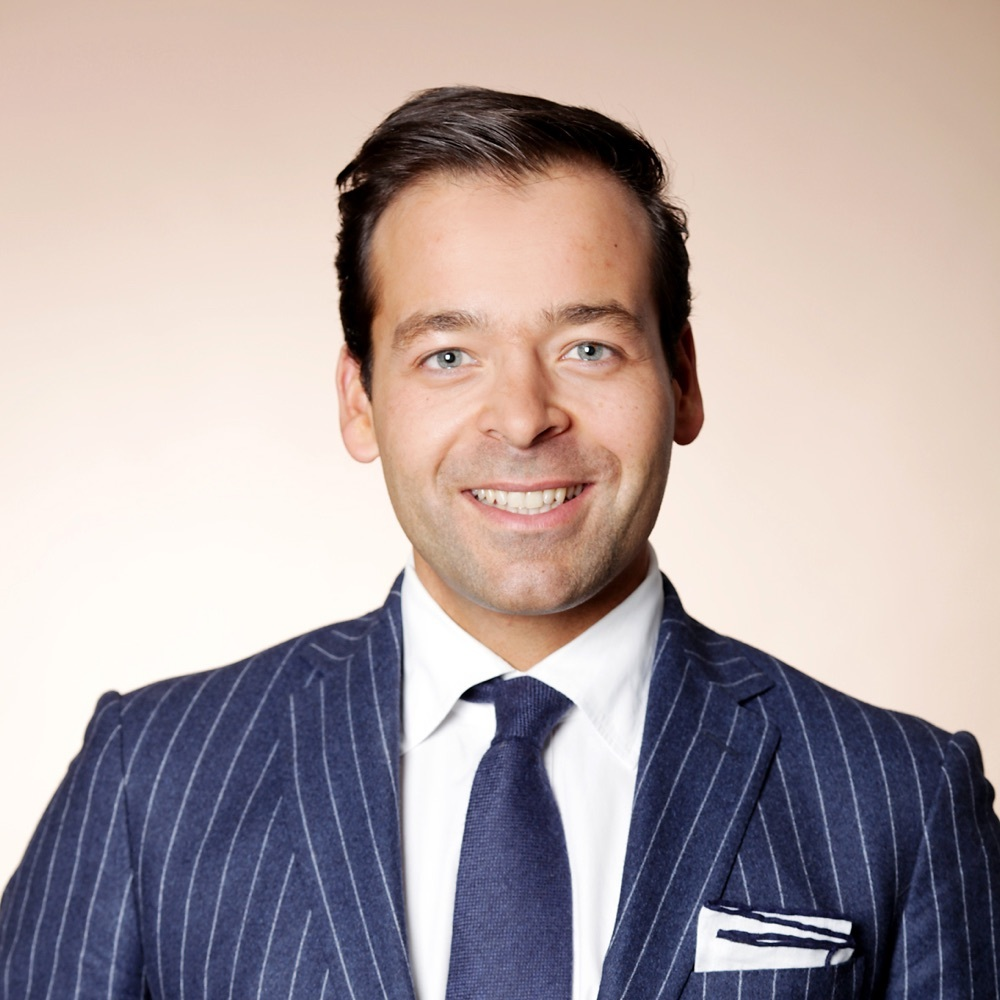
Jack Nasher (2012)

Jack Nasher-Awakemian (* 1. Juni 1979 in Korbach; vollständig Jack Lord Nasher Awakemian-Doerr) ist ein deutscher Autor und Vortragsredner.

## Leben

### Ausbildung und Lehrtätigkeit
Nasher-Awakemian ist nach Eigenangaben Sohn eines syrischen Vaters und einer afghanischen Mutter. In Trier studierte er zunächst Philosophie mit Psychologie als zweitem Hauptfach und schloss das Studium 2002 mit dem Magister artium ab. Im Anschluss nahm er ein Masterstudium in Management Research an der Universität Oxford auf und erwarb dort den Mastergrad, ehe ein Jurastudium in Frankfurt am Main absolvierte, das er 2008 mit dem 1. Staatsexamen abschloss. Parallel dazu promovierte er am Philosophischen Institut der Universität Wien über Die offene Gesellschaft und ihre Freunde: über die Staatstheorie Sir Karl R. Poppers und ihren Einfluss.
Von 2010 bis 2023 war er Professor für Führung und Organisation an der Munich Business School. Er lehrt aktuell in Basel für die Fachhochschule Nordwestschweiz und in Oxford für das Bing Program der Universität Stanford.

### Mentalismus
Nasher-Awakemian beschäftigt sich mit angewandter Wahrnehmungstäuschung (Mentalismus) und schrieb rund zwei Jahre lang eine Kolumne für die Magische Welt. 2008 nahm er an der Mystery-Show The next Uri Geller – Unglaubliche Phänomene Live teil. Er trat mehrfach im The Magic Castle in Hollywood, Kalifornien und bei der Show Manhattan Magic am Times Square in New York City auf.

### Fernsehauftritte
Mit Themen wie „Verhandlungsführung“ und „Lügen erkennen“ trat Nasher mehrfach im öffentlich-rechtlichen und privaten Fernsehen auf, unter anderem bei Stern TV, sowie Planet Wissen und war mehrere Male bei TV Total zu Gast.

### Unternehmungen
Nasher bietet im deutschsprachigen Raum Vorträge und Verhandlungstrainings für Geschäftsleute an und beruft sich dabei auf Erkenntnisse der Sozialpsychologie.
Von 2003 bis 2006 betrieb er zusammen mit zwei Mitgesellschaftern die Stigmania oHG zum „Handel mit Wappen und damit verbundenen Produkten sowie gravierten und gravierbaren Luxusartikeln u. ä.“, die Nasher 1998 unter dem Namen stigmania.de gegründet hatte. Von November 2006 bis Januar 2008 war er außerdem Vertriebsleiter einer Parfüm-Handelsgesellschaft mit Sitz in London.
Am 26. März 2006 trat Nasher-Awakemian für die FDP in Frankfurt am Main zur Ortsbeiratswahl an.
Im November 2008 gründete Nasher mit zwei Mitgesellschaftern unter dem Namen Christbook ein soziales Netzwerk mit christlichem Charakter.
Nasher ist einer von sechs Executive Producers des Films Two Days in the Smoke.
Im Herbst 2020 gehörte er zu den Erstunterzeichnern des Appells für freie Debattenräume.

## Kontroversen
Im April 2015 warf ihm die Psychologin und freie Journalistin Bärbel Schwertfeger vor, er sei nicht berechtigt, sich Wirtschaftspsychologe zu nennen. Nasher widersprach dem Vorwurf und hielt seine Qualifikation für hinreichend. Schließlich verklagte ihn der Berufsverband Deutscher Psychologinnen und Psychologen, scheiterte aber gegen Nasher.
2022 wandten sich die Kriminalwissenschaftler Lennart May, Teresa Schneider und Malgorzata Okulicz-Kozaryn in einem Positionspapier dagegen, dass im Ermittlungsalltag der Polizei auch „pseudowissenschaftliche Angebote“ angewendet werden, die nicht im systematischen Peer Review durch polizeiliche und/oder psychologische
Fachleute geprüft sind, beispielsweise die Reid-Methode oder die von Nasher empfohlene Auswertung von Mikroexpressionen.

## Werke
Beiträge Nashers erschienen unter anderem in Publikationen wie Capital, Frankfurter Allgemeine Zeitung, Focus Online und Forbes.
Vier von Nashers Büchern fanden Eingang in die Spiegel-Bestsellerlisten. So erreichte Die Staatstheorie Karl Poppers Platz 3 der Themenbestseller Philosophie, Entlarvt! erreichte Platz 18, Deal! Platz 26 und Durchschaut! Platz 32. Auf der Bestsellerliste des Börsenblatts erzielte Durchschaut! Platz 15. Titel Nashers sind zum Teil auch als Übersetzungen ins Russische, Polnische, Tschechische, Chinesische, Taiwanesische und Koreanische erhältlich.
Monografien
- Die Kunst, Kompetenz zu zeigen. Competence Display – Der Schlüssel zum Erfolg. mvg, Frankfurt am Main 2004, ISBN 3-478-73460-6.
- Die Moral des Glücks. Eine Einführung in den Utilitarismus. Duncker & Humblot, Berlin 2009, ISBN 978-3-428-12877-8.
- Durchschaut! Das Geheimnis, kleine und große Lügen zu entlarven. Heyne, München 2010, ISBN 978-3-453-16992-0.
- Deal! Du gibst mir, was ich will. Campus, Frankfurt am Main 2013, ISBN 978-3-593-39821-1.
- Entlarvt! Wie Sie in jedem Gespräch an die ganze Wahrheit kommen. Campus, Frankfurt am Main 2015, ISBN 978-3-593-50126-0.
- Überzeugt! Wie Sie Kompetenz zeigen und Menschen für sich gewinnen. Campus, Frankfurt am Main 2017, ISBN 978-3-593-39822-8.
- Die Staatstheorie Karl Poppers. Eine kritisch-rationale Methode. Mohr Siebeck, Tübingen 2017, ISBN 978-3-16-155243-4.

Sammelbände
- Warum zeigen Sie nicht, was in Ihnen steckt. Sozialpsychologische Faktoren der wahrgenommenen Fachkompetenz. In: Nadine Buschhaus (Hrsg.): Warum: 22 Fragen an Top-Referenten. Gabal, Offenbach 2010, ISBN 978-3-86936-056-0.